# Јукрејн интернешнл ерлајнс лет 752
Јукрејн интернешнл ерлајнс лет 752 је био међународни путнички лет из Техерана за Кијев авионом Боинг 737-800 којим је управљала украјинска авиокомпанија Јукрејн интернешнл ерлајнс. Авион је 8. јануара 2020. погођен ракетом иранске противваздушне одбране, недуго после полетања са техеранског аеродрома Имам Хомеини, након чега се срушио .
Погинуло је свих 176 путника и чланова посаде, што ову авио-катастрофу чини најсмртоноснијом у последњих десет година забележену на територији Ирана. Ово је била прва фатална несрећа од оснивања авио-компаније Јукрејн интернешнл ерлајнса.